# Алфредо Пиан
Алфредо Пиан (на испански: Alfredo Pián) е бивш аржентински пилот от Формула 1. Роден е на 21 октомври 1912 година в Лас Росас, Аржентина.

## Формула 1
Алфредо Пиан дебютира във Формула 1 през 1950 г. в Голямата награда на Монако, в световния шампионат на Формула 1 записва 1 участия като не успява да спечели точки. Състезава се с частен Мазерати.